# 秋田県立男鹿水族館
秋田県立男鹿水族館（あきたけんりつおがすいぞくかん）は、秋田県男鹿市戸賀塩浜（男鹿半島）にある水族館。通称・男鹿水族館GAO（おがすいぞくかん ガオ）。指定管理者制度により、第三セクターの株式会社男鹿水族館が管理・運営している。

## 概要
2002年（平成14年）8月に秋田県男鹿水族館をリニューアル（建て替え）のため閉館し、2003年（平成15年）に秋田県・男鹿市とコクド（現西武グループ）など民間企業5社の出資による第三セクター方式で運営会社が設立された。
雫石スキー場支配人などを歴任した深谷正光が初代社長に就任（政界進出のため2006年（平成18年）退任）。横浜・八景島シーパラダイスなど西武グループ系列の水族館などで実績があるノウハウの数々を堤義明の実娘によるプランニングによって取り入れ、2004年（平成16年）7月に男鹿水族館GAOとして新装開業した。
開業前に『釣りバカ日誌15 ハマちゃんに明日はない!?』のロケ地となり、この前評判から開業当時はたいへん混雑した。東北地方日本海側では唯一のホッキョクグマが展示されている。

### リニューアル前の男鹿水族館
1967年（昭和42年）、新規設立。設立主体は秋田県企業局。秋田県の魚「ハタハタ」など秋田県近海で生息する魚をはじめとして、カワウソ、ペンギンなど、300余種の水生生物を展示していた。1969年（昭和44年）8月26日には、昭和天皇、香淳皇后の来県に合わせ、行幸啓先の一つとなった。
また、1972年（昭和47年）には日本で初めてワニ（パナマメガネカイマン）の繁殖に成功している。
1983年（昭和58年）5月26日に発生した日本海中部地震ではこの水族館周辺も津波に襲われ、観光客のスイス人女性1名がその犠牲となった。現在、慰霊の像が建立されている。

## 主な施設
- サンゴ大水槽
- ホッキョクグマ
- ペンギン
- 3Dシアター
- 男鹿の海大水槽・水中トンネル
- レストラン

### ホッキョクグマ
GAO開業時に目玉となるはずだったホッキョクグマは、カナダから連れてくるはずだったが、日本の動物愛護団体「地球生物会議ALIVE」（創設者新左翼･野上ふさ子）やカナダの動物福祉団体「ズーチェックカナダ」などが抗議活動を行ったため、現地との交渉がこじれてしまい、登場が間に合わなかった。「オープンに間に合わなければ着ぐるみになって出迎える」と公約していた当時の佐藤一誠男鹿市長が、オープン日にホッキョクグマの着ぐるみで来場者を出迎えた。
2005年6月8日、オーストラリアの水族館の協力のもと、ロシアからオスの子グマが搬入され、「豪太」と命名された。展示施設は、できるだけ自然に近い状態で飼育することを目的とし、カナダ・マニトバ州のホッキョクグマ保護法の趣旨に沿って整備を行ったものであり、GAOに指導したオーストラリアの水族館の専門家からも高い評価を得ている。更に2006年（平成18年）5月より夏バテを抑える役割に人工降雪機を設置した。ホッキョクグマのために人工降雪機を設置するのは日本初である。
2011年、豪太との繁殖のために釧路市動物園よりクルミ（メス）が貸し出され、2012年12月4日、産室で仔の出産が確認された。翌2013年5月1日より母子が公開が開始され、一般公募と投票を経て6月3日に名前がミルクに決定したと発表された。ホッキョクグマの初産の子供の自然生育に成功したのは国内初である。

## アクセス

### 鉄道・バス
- 東日本旅客鉄道（JR東日本） 男鹿線
  - 男鹿駅・羽立駅 とも - 路線バス・男鹿北線に乗り、終点の「湯本駐在所」で男鹿市単独運行バス戸賀・加茂線（予約式運行）に乗り換え。

### 航空
- 秋田空港から空港リムジンバスで秋田駅へ。秋田駅からJR男鹿線の羽立駅で下車し、GAO方面行きの路線バスに乗り換え。空港からの所要時間は150 - 180分ほどかかる。
- 秋田空港から車で約90分。事前予約制の乗合観光タクシー（ワゴン型）が運行されている。

### 車
- 秋田自動車道 昭和男鹿半島ICから国道101号・なまはげライン経由で約70分。
- 秋田市から、秋田県道56号秋田天王線・国道101号・なまはげライン経由で約65分。
  - 秋田市・秋田自動車道からは、西海岸の秋田県道59号男鹿半島線（旧大桟橋有料道路）を経由するコースも人気が高い。
- 能代市から、国道7号・秋田県道42号男鹿八竜線・なまはげライン経由で約70分。

駐車場
- 遊覧船発着所側：130台
- 山側（秋田県道59号男鹿半島線）：500台。トップシーズンにはシャトルバスが運行される日がある。

## 脚註
1. ↑  秋田県立男鹿水族館条例
2. 1 2  株式会社男鹿水族館 第20期決算公告
3. ↑  指定管理者制度導入状況について
4. 1 2 3 4  秋田魁新報社 編『秋田大百科事典』秋田魁新報社、1981年、p.148頁。ISBN 4-87020-007-4。
5. ↑  原武史『昭和天皇御召列車全記録』新潮社、2016年9月30日、134頁。ISBN 978-4-10-320523-4。
6. ↑  ホッキョクグマは飼育に向かない! カナダの州政府が、男鹿水族館の輸入申請却下 ALIVE No.55 2004年
7. ↑  読売新聞 2004年1月29日
8. ↑  秋田県議会平成17年6月定例会 本会議第1日 寺田典城知事発言 会議日 平成17年6月15日水曜日
9. 1 2 3 4  秋田県議会平成17年6月定例会 本会議第2日 秋田県産業経済労働部長発言 会議日 平成17年6月21日火曜日
10. ↑  ホッキョクグマ： 円山のララと男鹿のクルミが出産 2012年12月11日00時30分 毎日jp（毎日新聞） 2013-2-13閲覧
11. ↑  「GAOの子グマ 「ミルク」に決定」『読売新聞』2013年6月4日。2013年6月6日閲覧。